# Kosmatka brunatna
Kosmatka brunatna (Luzula alpinopilosa) – gatunek rośliny należący do rodziny sitowatych (Juncaceae). Występuje na obszarach górskich w południowej i środkowej Europie (od Hiszpanii po Ukrainę). We florze Polski ma status gatunku rodzimego; rośnie w masywie Babiej Góry i w Tatrach.

## Morfologia

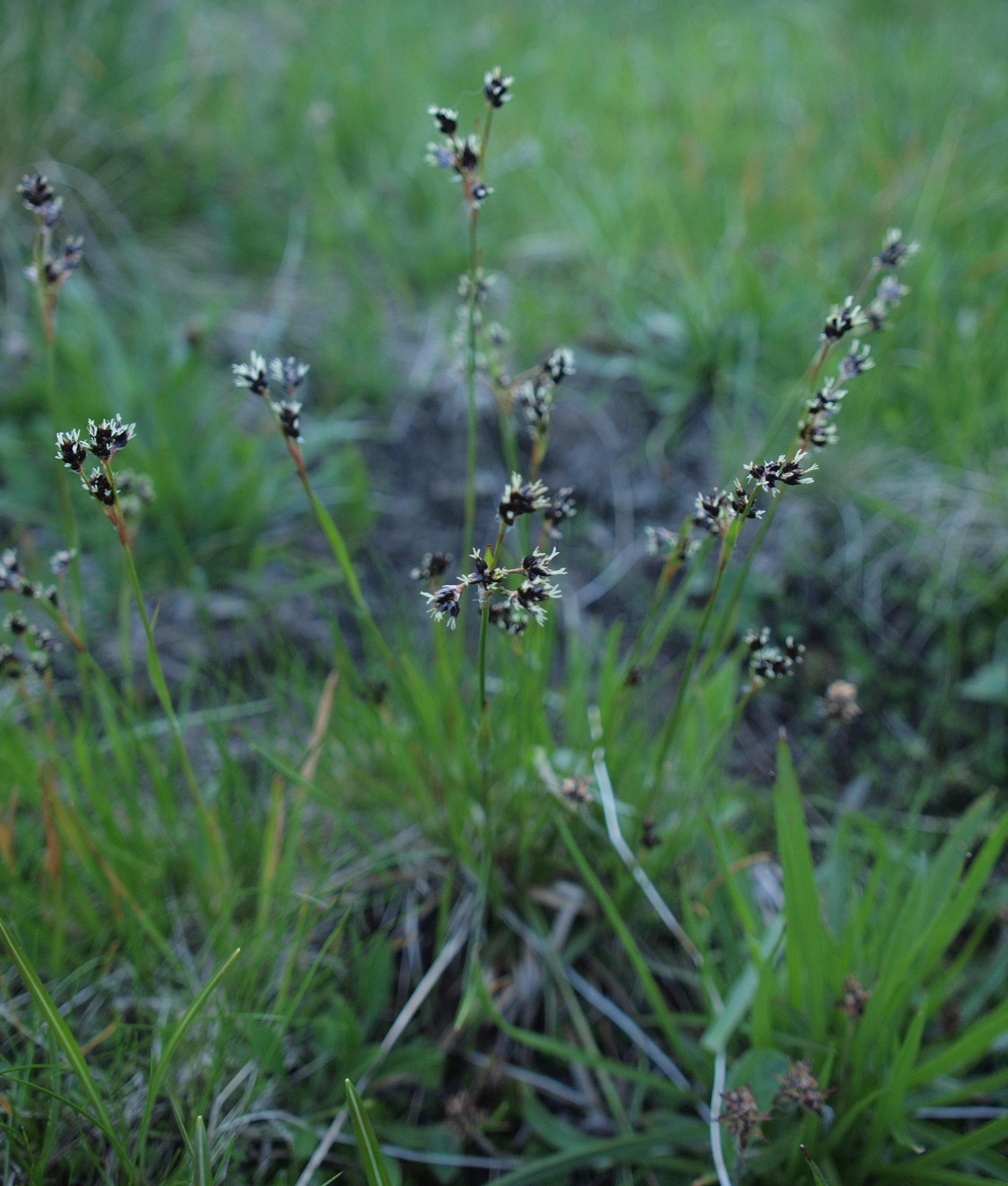
Pokrój

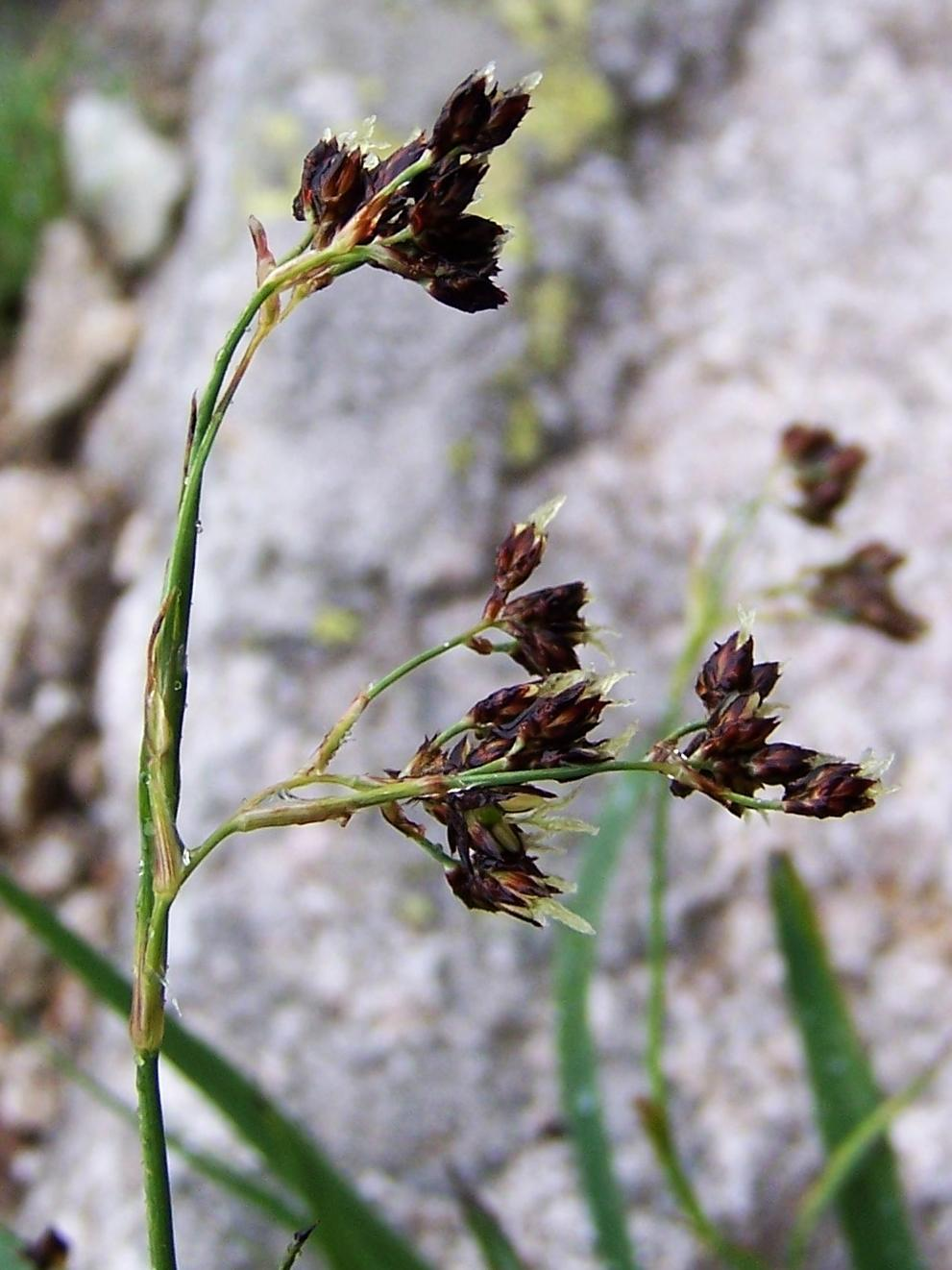
Kwiatostan

ŁodygaWiotka, nieowłosiona, o wysokości (wraz z kwiatostanem) 10–30 cm.
LiściePłaskie, o zamkniętych pochwach, prawie nagie (owłosione co najwyżej przy nasadzie). Mają szerokość 2–7 mm i jasnozielony kolor.
KwiatyZebrane w rozpierzchłą i rozgałęzioną wierzchotkę, w której kwiaty zebrane są po 2–6. Ich szypułki często zwisają. 1-2 podsadki są krótsze od kwiatostanu. Działki o kolorze ciemnobrunatnym lub prawie czarnym są ostro zakończone.
OwocDłuższa od działek torebka. Czerwonawe nasiona mają długość ok. 1,3 mm i zaopatrzone są krótki wyrostek na szczycie.
KorzeńPosiada krótkie, czołgające się kłącze.

## Biologia i ekologia
- Bylina. Kwitnie od lipca do sierpnia, jest wiatropylna.
- Roślina wysokogórska. Występuje na wilgotnych skałach, piargach, w żlebach od piętra kosówki do piętra turni, zwykle całymi kępami. Głównie na skałach niewapiennych (roślina kwasolubna). W Tatrach występuje na skałach granitowych.
- W klasyfikacji zbiorowisk roślinnych gatunek charakterystyczny dla O. Salicetalia herbaceae i Ass. Luzuletum alpino-pilosae.